# M113
М113 (енгл. Armoured Personnel Carrier M113) је америчко оклопно возило, чији је развој започет 50-их година, а прва серија је произведна 1960. године. До данас је произведено преко 80.000 ових возила, и још увек је у употреби у армијама широм света.

## Развој
Развој М113 је започет од стране ФМЦ корпорације, и базиран је на оклопним транспортерима које је раније производила, оклопна возила М59 и М75.
М75 био превише гломазан, и тешко се транспортовао са и са најмодернијим авионима из тог времена. Његова ослабљена верзија М59, није имао ових проблема, међутим био је технички непоуздан, и имао је преслабу оклопну заштиту. Зато се радило на возилу које би имало позитивне особине оба модела, лаку покретљивост и малу масу као М59, и оклопну заштиту попут М75. У ту сврху је произведен прототип Т113, који је имао алуминијумски оклоп. Његова побољшана верзија T113E1, је 1960. прихваћена од стране Армије САД, под именом М113. Убрзо 1964. године у серијску производњу улази М113А1, нова верзија са дизел-мотором, и замењује раније бензинске моделе.

## Карактеристике
М113 може бити опремљен различитим врстама наоружања. Најчешће је опремљен тешким митраљезом М2, и са бацачом граната МК 19.
Такође на М113 може бити инсталиран и велики број различитог антитенковског наоружања. Америчка војска најчешће користи M47 Драгон, или БГМ 71 ТОУВ. Могуће је и монтирање топова, различитих калибара.
Оклоп возила је тежак оно 10,5 тона, и направљен је од легуре алуминијума 5083. Дебљина оклопа износи од 12 до 32 милиметара.
Захваљујући малој тежини оклопа, М113 корити мање дизелске моторе. Стандардна америчка верзија користи шетоцилиндрични дизелски мотор 6В53 Детроит 2.
М113 има амфибијске способности, односно може да плови по води.
Максимална брзина кретања на копну износи 67.6 km/h, а на води 5.8 km/h.
Возило захтева два члана посаде, и може да прими 11 путника.

## Употреба у ратовима
- Вијетнамски рат
- Јомкипурски рат
- Либански грађански рат
- Америчка инвазија на Панаму
- Заливски рат
- Рат у Авганистану
- Рат у Ираку

## Корисници[3][4]
- САД
- Аустралија
- Албанија
- Аргентина
- Авганистан
- Бахреин
- Белгија
- Бенин
- Боливија
- Босна и Херцеговина
- Бразил
- Вијетнам
- Хаити
- Гватемала
- Немачка
- Грчка
- Данска
- Египат
- Израел
- Јордан
- Ирак
- Иран
- Шпанија
- Италија
- Јемен
- Камбоџа
- Канада
- Колумбија
- Демократска Република Конго
- Еквадор
- Етиопија
- Јужна Кореја
- Кувајт
- Лаос
- Летонија
- Либан
- Литванија
- Либија
- Мароко
- Македонија
- Нови Зеланд
- Норвешка
- Пакистан
- Перу
- Португалија
- Салвадор
- Саудијска Арабија
- Сингапур
- Сомалија
- Судан
- Тајланд
- Република Кина
- Тунис
- Турска
- Уругвај
- Филипини
- Чиле
- Швајцарска